# L'ospite (Sarah Waters)
L'ospite (The Little Stranger) è un romanzo gotico scritto da Sarah Waters e pubblicato nel 2009. Il romanzo è stato finalista al Booker Prize, la terza volta per Sarah Waters.
Si tratta di una storia di fantasmi ambientata in una villa in rovina del Warwickshire negli anni quaranta.

## Trama
Faraday, un medico di campagna di umili origini, è chiamato a Hundreds Hall, una tenuta del XVIII secolo ha ormai perso il suo antico splendore. Conosce una giovane cameriera, che odia la grande casa piena di spifferi, e fa amicizia con Ayres Caroline, la figlia nubile della famiglia, suo fratello Roderick, che sta superando fisicamente e mentalmente le sue esperienze come pilota nella seconda guerra mondiale, e la loro madre, la proprietaria della tenuta. Comincia a curare le ferite mal cicatrizzate di Roderick e diventa un amico di famiglia, arrivando a conoscerli abbastanza da rendersi conto che sono in gravi difficoltà finanziarie e non più in grado di mantenere la casa in condizioni confortevoli senza vendere le loro terre o oggetti di casa.
Nel tentativo di rallegrare la famiglia e trovare un potenziale marito per Caroline, viene organizzata una festa pochi amici di famiglia, durante la quale accade un evento disastroso: la bambina di una coppia viene gravemente ferita dal vecchio e solitamente docile labrador di Caroline. Roderick comincia a manifestare malumore e a bere pesantemente e Faraday ritiene che la colpa stia nello sforzo della gestione della tenuta. Roderick racconta che qualcosa è apparso nella sua stanza la notte in cui il cane ha attaccato la bambina, cercando di fargli del male. Macchie somiglianti a bruciature iniziano ad apparire sulle sue pareti e viene portato in un ospedale psichiatrico dopo che Caroline, svegliatasi nel mezzo della notte, lo trova svenuto e ubriaco mentre la sua stanza era in fiamme.
La relazione tra Faraday e Caroline oscilla tra romanticismo e amicizia platonica. Nel frattempo strani rumori nella casa allarmano Caroline, la madre e le loro due cameriere e vengono trovate scritture infantili sui muri in cui si avvertono i rumori, i campanelli per chiamare la servitù suonano da soli, il telefono squilla nel cuore della notte senza nessuno in linea. Un tubo risalente al XIX secolo che collega la vecchia camera da letto dei bambini in disuso con la cucina comincia a emettere suoni, terrorizzando le cameriere: quando la signora Ayres sale a indagare, si ritrova chiusa nella stanza dove Susan, la sua amatissima prima figlia, morì di difterite all'età di otto anni. Vedendo ombre irriconoscibili, la donna tenta disperatamente di fuggire e si ferisce alle braccia cercando di rompere la finestra. Dopo essersi ripresa, trova conforto nel credere che Susan sia intorno a lei in ogni momento, che sia impaziente di stare con lei anche se a volte le fa male. Una mattina, Caroline e la cameriera trovano la madre impiccata.
Il giorno del funerale della signora Ayres, Faraday e Caroline decidono di sposarsi di lì a sei settimane. Caroline, tuttavia, è svogliata e non interessata al matrimonio, tanto che alla fine annulla i piani e pensa di vendere Hundreds Hall. Faraday non riesce a crederci e cerca più volte di farle cambiare idea, senza alcun risultato. La notte in cui si sarebbero dovuti sposare, Faraday riceve una chiamata che lo tiene fuori a lungo, e, tornato a casa, viene a sapere che Caroline si è gettata dal secondo piano, uccidendosi. Alla polizia la cameriera rivela di aver sentito Caroline andare al piano di sopra per controllare un suono proveniente da una sala buia, e che prima di cadere ha semplicemente detto: "Tu!". Tre anni più tardi, Faraday continua a visitare il palazzo abbandonato, ancora incapace di trovare quello che Caroline aveva visto.

## Edizioni
- Sarah Waters, L'ospite, TEA, 2011,  p. 532, ISBN 978-88-502-2499-9.